# ザ・クロックハウス
株式会社ザ・クロックハウスは、時計販売とメンテナンスを行う専門店である。2017年8月現在国内269店舗、海外4店舗のチェーン展開を行っている。本稿では、親会社で持株会社の株式会社クロックワークホールディングス CLOCKWORK HOLDINGS INC.）についても記述する。

## 概説
1984年、事実上の創業者の大野禄一郎が時計のみの専門店としてのチェーン展開を志向し、千葉駅のセントラルプラザ、稲毛海岸のマリンピア、昭島のモリタウンの3店舗を出店。その後全国に出店を拡大し、店舗網を築き上げた。
2018年8月1日、持株会社体制への移行を発表、社名を株式会社クロックワークホールディングスに変更の上、新設分割で以前と同名の株式会社ザ・クロックハウスを設立し従前の権利の委譲を行った。

## 経営特徴
自社内に修理部門を持ち、修理メンテナンスにも力を入れている。特に電池交換を店頭でクイックサービスで行うというスタイルは、アメリカの同業専門チェーン店であるWATCH STATION、WATCH WORLDなどで同様の店態が見られるようになるなど、現在の時計専門店の標準モデルとなった。
店舗面積は最小1.5坪から最大35坪まで様々である。
展開する店舗の全店が免税店登録を完了しており、また最低1名は時計修理技能士3級の有資格者を配している。

## 沿革
2000年4月、時計型のSPA企業を目指すとし、PB商品の販売を開始。
2006年10月、独自の物流センターを開設。
2014年2月、東京都中央区京橋に本社を移転。
2017年9月、セイコーウオッチとの資本業務提携を発表。
2018年8月、持株会社体制への移行を発表、社名を株式会社クロックワークホールディングスに変更の上、新設分割で株式会社ザ・クロックハウスを設立。

## 海外展開
2014年9月、初の海外への出店として、中国湖北省武漢市に100%子会社の現地法人の設立と1号店をイオンモール武漢金銀譚店に出店することが発表され、12月19日にオープンした。

## タイアップ
- Men's JOKER8月号に店舗とオリジナルブランドを紹介した特集記事。

## 展開業態
- THE CLOCK HOUSE　（ザ・クロックハウス）
- i-clock　（アイ・クロック）
- Museum24　（ミュージアム24）
- Horology　（ホロロジー）
- X-PRESS　（エクスプレス）
- MySelectPoint　（マイセレクトポイント）
- L'acercA　（ラチェルカ）
- TreFrecce （トレフレッチェ）
- THE CLOCK HOUSE NEW BASIC（ザ・クロックハウス・ニューベーシック）
- noble and chi chi （ノーブルアンドチッチ）
- THE CLOCK HOUSE around （ザ・クロックハウス・アラウンド）

## 備考
- ロゴマークにある1964の年号は設立年ではなく、創業者が企業の構想をした年である。コーポレートカラーであるブルーは、その時の空の青をイメージしている。
- 2005年に決算期を変更し（8月）、併せて地域子会社の合併を行い、現在は東京の本部における一元管理を行っている。
- 2009年に休止していたオンライン販売をAmazon.co.jp上で再開した[3]。
- 2012年9月にオープンしたイオンモールオンライン内に唯一の時計専門店として出店した[4]。